# George Reisman
George Gerald Reisman (nacido el 13 de enero de 1937, Ciudad de Nueva York) es profesor emérito de economía en la Universidad de Pepperdine y autor de importantes tratados de economía. Es un destacado defensor del mercado libre o capitalismo de laissez-faire.
Obtuvo su doctorado de la Universidad de Nueva York bajo la dirección de Ludwig von Mises, cuyo trabajo metodológico The Epistemological Problems of Economics Reisman tradujo del alemán original al inglés.

## Ciencia económica y otras contribuciones
Es autor de Capitalism: A Treatise on Economics (1996). Es el autor de un libro anterior, The Government Against the Economy (1979), que fue elogiado por Friedrich Hayek y Henry Hazlitt, el contenido de los cuales están en su mayoría incluidos en su extenso tratado, Capitalism.
En Capitalism, Reisman trata de lograr una síntesis de los clásicos británicos y la escuela austríaca, uniendo las doctrinas de Adam Smith, David Ricardo, James Mill y John Stuart Mill, con las de Carl Menger, Eugen von Böhm-Bawerk y Ludwig von Mises.
Entre sus contribuciones originales se encuentran la primacía de los beneficios, y la teoría de los beneficios del consumo neto.
En la década de 1980, con su esposa, Edith Packer, JD, Ph.D., organizó The Thomas Jefferson School of Philosophy, Economics, and Psychology, que celebró varias conferencias y seminarios. Sus profesores incluyeron a: Leonard Peikoff, Edward Teller, Petr Beckmann, Hans Sennholz, Siegan Bernard, Anne Wortham, Robert Hessen, Allan Gotthelf, David Kelley, John Ridpath, Harry Binswanger, Edwin A. Locke, Walter E. Williams, Mary Ann Sures, Andrew Schwartz y Peter Bernstein. Los asistentes de estas conferencias incluyen a los posteriormente escritores objetivistas Tara Smith, Lindsay Perigo y James S. Valliant.

## Objetivismo
Reisman fue un estudiante de Ayn Rand, cuya influencia sobre su pensamiento y trabajo es al menos tan grande como la de su mentor Mises. Se identifica a sí mismo como un objetivista, aunque ya no está afiliado al Ayn Rand Institute, debido a una ruptura con algunos de sus miembros superiores, especialmente Harry Binswanger y Peter Schwartz.